# 汴水

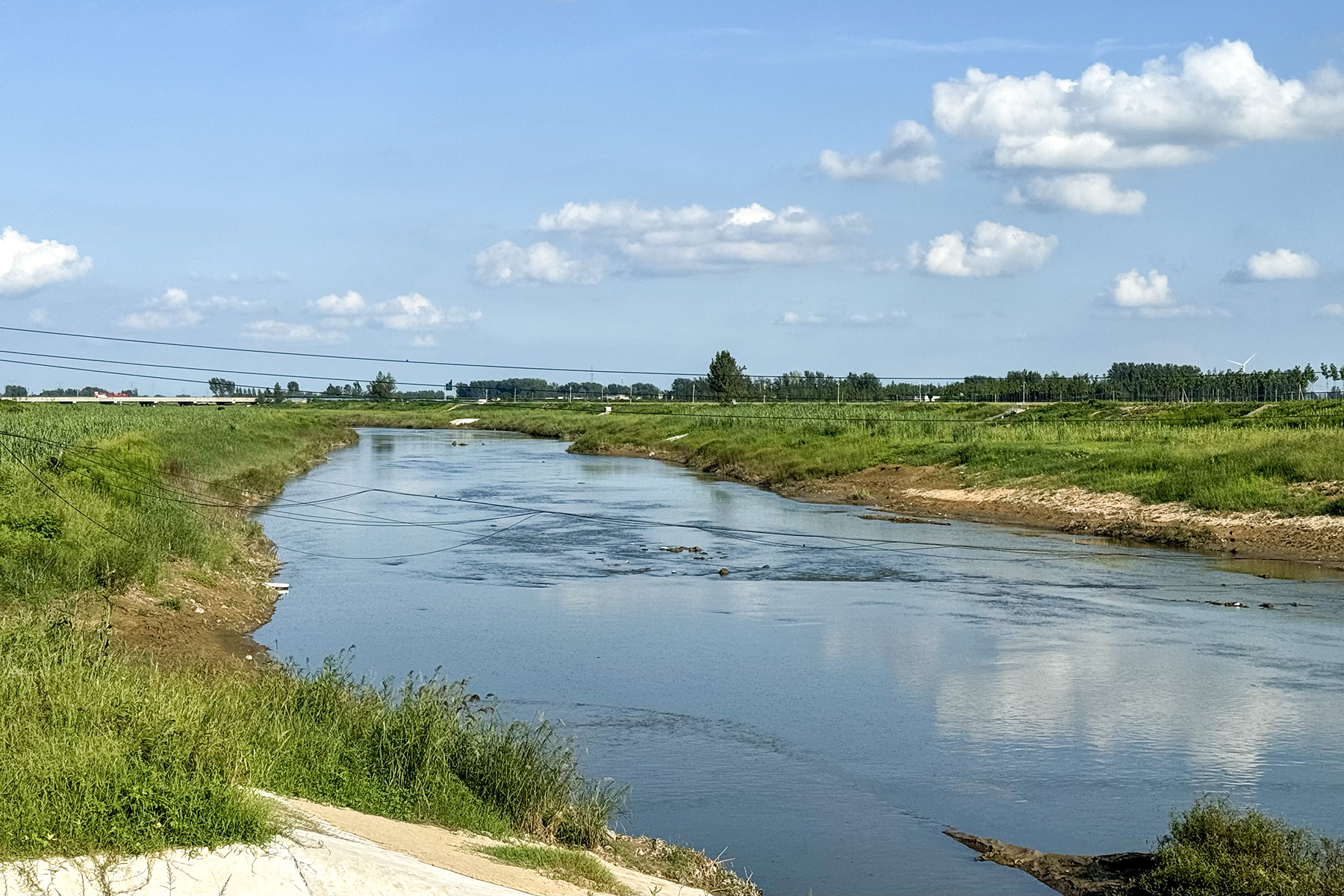
位于开封市祥符区的汴河故道陈留段。此段河道如今为惠济河的一部分

汴水，也称汴河，古代河流名称，为通济渠的一部分，主要部分位于今天的河南省开封地区境内。
汉代河南荥阳县西南索河《汉书·地理志》作卞水，《后汉书》始作汴渠。魏晋之际，汴渠自荥阳东循狼汤渠至今开封市，又东循水，获水至今江苏徐州市转入泗水一道，成为当时从中原通向东南的水运干道。晋以后统称为汴水。隋开通济渠后，开封以东汴水渐废。唐、宋时称通济渠为汴河，改称此段汴水为古汴河。南宋，高宗为了防止金兵以舟船运兵进逼，下诏毁坏所管辖境内的汴渠水道。金、元后全流皆为黄河所夺，汴水一名即废弃不用。
唐朝诗人皮日休曾有关于汴河的诗《汴河怀古》:尽道隋亡为此河， 至今千里赖通波。若无水殿龙舟事， 共禹论功不较多。

## 延伸阅读
[在维基数据编辑]
 《欽定古今圖書集成·方輿彙編·山川典·汴水部》，出自陈梦雷《古今圖書集成》